# El león rojo
El león rojo (赤毛 ''Akage''?) es una  película japonesa de 1969 dirigida por Kihachi Okamoto y protagonizando Toshirō Mifune y Shima Iwashita.

## Argumento
Durante la guerra Boshin el soldado Gonzo (Toshiro Mifune), un miembro del Sekihōtai, recibe la orden de sus superiores de llevar la proclamación a su aldea natal del establecimiento de un nuevo orden. Queriendo hacerse pasar por un oficial del ejército para ganar autoridad frente a sus paisanos, Gonzo se pone una shaguma, una peluca usada como símbolo de mando por los oficiales del ejército imperial. A su llegada, su intento de explicar a la aldea que va a haber una bajada de impuestos fracasa cuando los aldeanos asumen incorrectamente que ha venido para ayudarles a librarse de los corruptos funcionarios que los gobiernan. Gonzo descubre que un magistrado ha estado estafando a los aldeanos durante años, lo que le lleva a ayudar a la aldea y luchar contra fanáticos probakufu mientras se enfrenta al problema de que no sabe leer su proclama.
El director, Kihachi Okamoto, es bien conocido por introducir giros argumentales y finales sorprendentes en sus películas, y el león Rojo no es ninguna excepción . Lo que empieza de forma casi cómica con una serie de malentendidos entre varios personajes de corte también cómico acaba convieriténdose en algo más serio conforme avanza la película. Tomi (Shima Iwashita), como el antiguo amor de Gonzo, se ve trágicamente desgarrada entre sus esperanzas de que la nueva proposición de matrimonio de Gonzo  sea genuina, y su miedo a que la vida nunca mejorará a no ser que  "les siga el juego" a los corruptos y poderosos que controlan las vidas de los campesinos. La película finaliza con los campesinos danzando al son de "Ee ja nai ka" ("¡¿Por qué no!?", "¡Lo que sea!", o "¡No importa!"), que se refiere fatalísticamente al tumultuoso perríodo de 1866-67 de la historia japonesa que precedió la restauración imperial y el fin del período Edo.

## Reparto
- Toshiro Mifune como Gonzo.
- Shima Iwashita como Tomi.
- Etsushi Takahashi como Ichinose Hanzo.
- Minori Terada como Sanji.
- Nobuko Otowa como Oharu.